# Tandstamcel

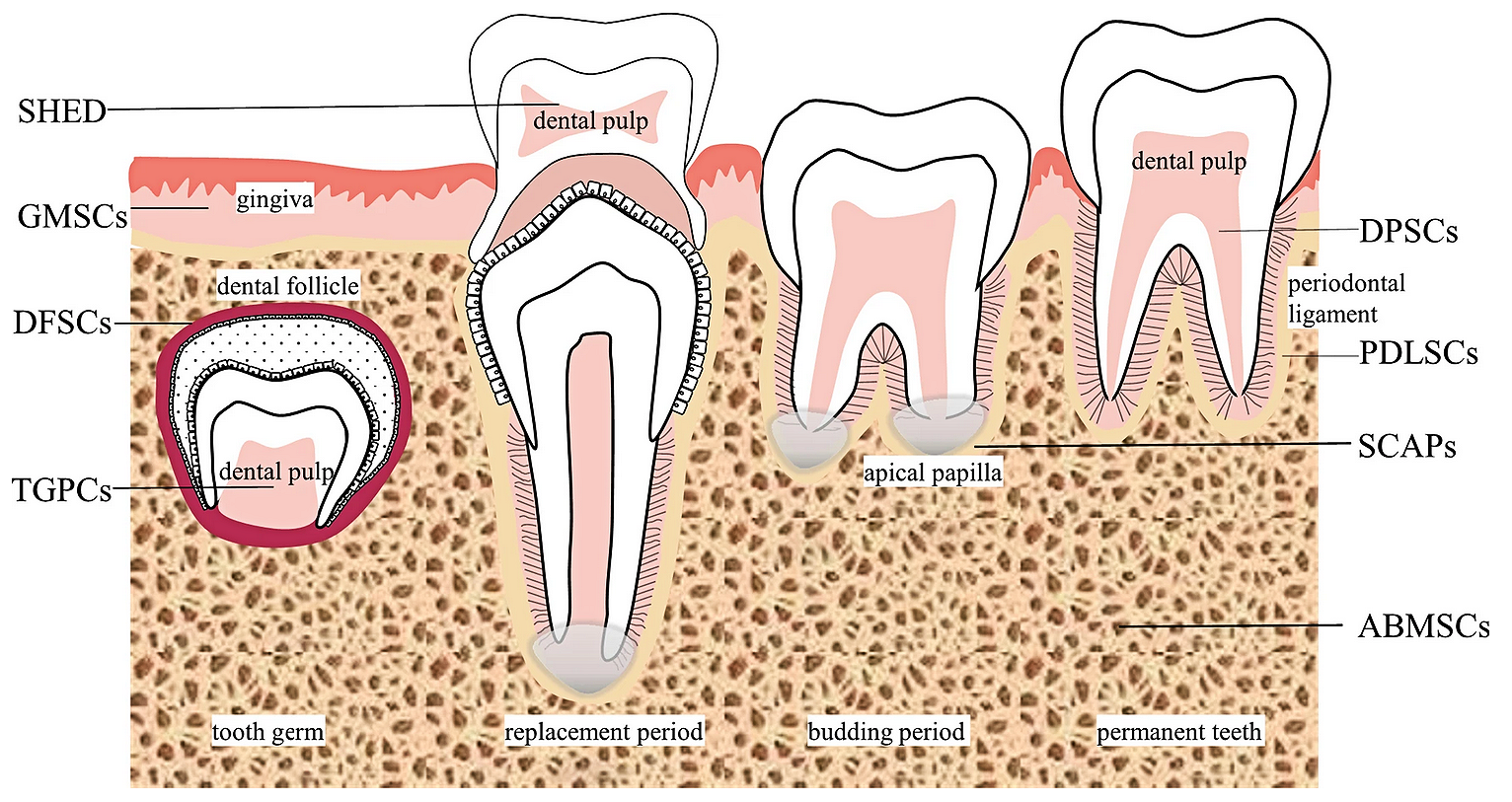
Stamcellen in de tand en kaak.

Tandstamcellen zijn mesenchymatische stamcellen, die in de tand, de kies en de kaak voorkomen.
De volgende soorten tandstamcellen worden onderscheiden. Tussen haakjes de Engelstalige afkorting.:
- Alveolaire botstamcel (ABMSC)
- Periapicale follikelstamcel (SCAP)
- Paradontale ligamentstamcel (PDLSC)

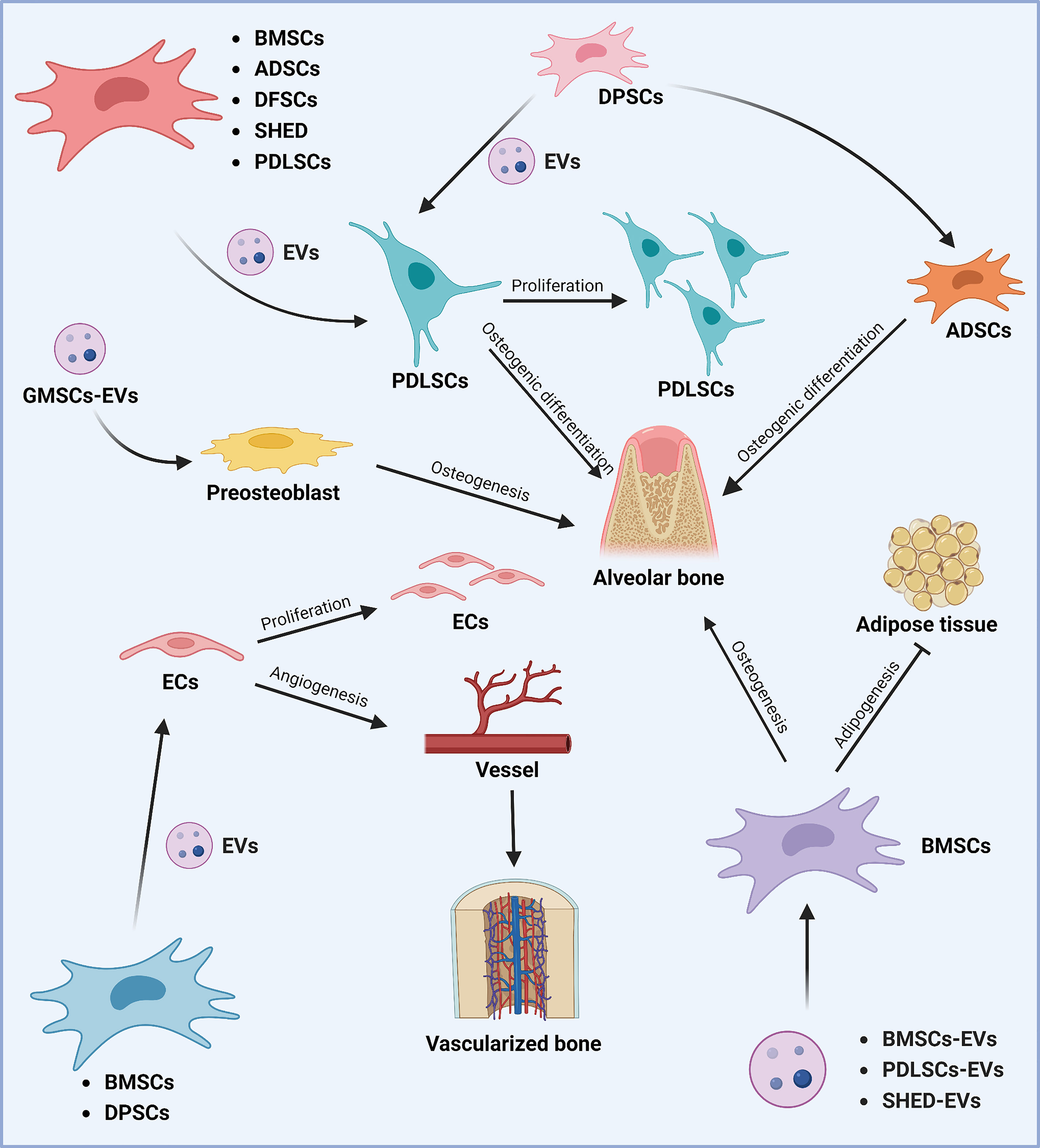
De rol van stamcel-afgeleide extracellulaire vesikels (EV's) bij de regeneratie van parodontaal weefsel. Verschillende bronnen van mesenchymatische stamcellen (MSC's) kunnen de regeneratie van parodontaal weefsel bevorderen en zo een rol spelen bij de behandeling van parodontitis. Verschillende bronnen van MSC-EV's (waaronder BMSC's (uit beenmerg afkomstige mesenchymatische stamcellen, ADSC's (uit vetweefsel afkomstige mesenchymatische stamcellen), DFSC's, SHED, DPSC's en PDLSC's) kunnen de proliferatie van parodontale membraanstamcellen en de osteogenese van alveolair bot bevorderen door osteogene differentiatie te reguleren.

- Tandfollikelstamcel (DFSC)
- Tandkiemstamcel (TGPC)
- Tandpulpastamcel (DPSC)
- Tandpulpamelktandstamcel (SHED)
- Tandvleesstamcel (GMSC)